# Fikayo Tomori
Oluwafikayomi Oluwadamilola "Fikayo" Tomori, född 19 december 1997 i Calgary i Kanada, är en engelsk fotbollsspelare. Han spelar som försvarare för AC Milan och för det engelska landslaget. Han har representerat både Kanada och England på ungdomsnivå.

## Klubbkarriär

### 2005-16: Chelsea ungdomskarriär
Tomori gick med i Chelseas U8-lag och har sedan dess växt fram genom klubbens akademisystem. Han var delaktig i Chelseas ungdomslag som vann både UEFA Youth League och FA Youth Cup två år i rad under 2015 och 2016.
Den 11 maj 2016, blev Tomori uppflyttad till första lagets bänk tillsammans med de två akademispelarna Tammy Abraham och Kasey Palmer. Chelsea mötte Liverpool i en match som slutade 1-1. Dock fick han inte göra sin debut i denna match på Anfield. Den 15 maj 2016, i Chelseas sista match för säsongene, fick Tomori göra sin professionella debut i en 1-1-match mot Premier League-vinnarna Leicester City. I matchen byttes han in mot Branislav Ivanovic i den 60:e minuten. Han var också med i Chelseas försäsongsturné i USA, men spelade inte i någon av matcherna. Den 1 augusti 2016 skrev Tomori ett nytt fyraårskontrakt för Premier league-säsongen 2016/2017. Den 12 augusti 2016 fick Tomori nummer 33 på sin tröja.

### 2017: Lån till Brighton & Hove Albion
Den 23 januari 2017 blev Tomori utlånad till Championship-laget Brighton & Hove Albion för resten av 2016/2017-säsongen. Fem dagar senare gjorde Tomori sin debut för Brighton i en 3-1-förlust mot National League-laget Lincoln City i FA Cupens fjärde runda. I matchen gjorde han ett självmål, vilket gav Lincoln City ledningen. Den 18 februari 2017 gjorde Tomori sin ligadebut för Brighton i en 2-0-bortavinst mot Barnsley. Han byttes in mot Anthony Knockaert på förlängningstid i andra halvlek. Den 18 mars 2017 tog Tomori för första gången plats i Brightons startelva i en 2-0-bortaförlust mot Leeds United, där han spelade hela matchen.

### 2017-18: Lån till Hull City
Den 31 augusti 2017 blev Tomori utlånad en säsong till Championshiplaget Hull City. Han gjorde sin debut den 13 september 2017 i en 2-1-bortaförlust mot Fulham.

### 2018-19: Lån till Derby County
Den 6 augusti 2018 blev Tomori utlånad en säsong till Championshiplaget Derby County. Han gjorde sin debut den 11 augusti i en 1-4-förlust mot Leeds United. Hans tid i klubben gav honom klubb utnämningen “Årets spelare”.

### 2019-nutid: Tillbaka till Chelsea
Efter Derby lånet gick Tomori tillbaka till Chelsea där han fick nummer 29 på tröjan. Den 31 augusti 2019, gjorde Tomori sin första start för Chelsea mot Sheffield United, i en 2-2-match på Stamford Bridge. Han gjorde sitt första mål för Chelsea den 14 september 2019 i en 5-2-bortavinst mot Wolverhampton Wanderers. Han gjorde matchens första mål med ett skruvat långskott utanför boxen.
Den 12 december 2019 förlängde Tomori sitt kontrakt i Chelsea fram till sommaren 2024.

### AC Milan
Den 22 januari 2021 lånades Tomori ut till AC Milan på ett låneavtal över resten av säsongen 2020/2021. Den 17 juni 2021 värvades Tomori av Milan på en permanent övergång och skrev på ett fyraårskontrakt med klubben.

## Landslagskarriär
Tomori kunde representera Nigeria på internationell nivå genom sina föräldrar, Kanada genom att han föddes i Calgary, Kanada och England genom att han levt där sen han var liten.

### Kanadensiska ungdomslandslaget
Den 27 mars 2016 var Tomori kapten för Kanadas U20-landslag när de vann över Englands U20-landslag med 2-1. Detta var hans tredje match för nationen.

### Engelska ungdomslandslaget
Den 16 maj 2016, i det nästkommande internationella spelfönstret, blev Tomori uppkallad till Englands U19-trupp. Detta var dagen efter att han gjort sin proffsklubbsdebut. Den 4 juni 2016 gjorde han debut för U19-laget i en 2-0-förlust mot Mexikos U20-landslag där han spelade hela matchen. Tomori var även en del av det England laget som gick till semifinal i U19-Europamästerskapet i fotboll 2016, men som blev utslaget av Italien med 2-1.

#### 2017 FIFA U-20 World Cup
Tomori spelade för Englands U20 lag i U20-världsmästerskapet i fotboll 2017. Tomori gjorde ett självmål i den andra gruppspelsmatchen mot Guinea. England gick sedan och vann turneringen i en final mot Venezuela som slutade 1-0 till England. Detta var Englands första globala turneringsvinst sedan deras VM-guld 1966.

### England U21
Den 27 maj 2019, var Tomori med i Englands 23-mannatrupp som spelade turneringen U21-Europamästerskapet i fotboll 2019.

### England seniorlag
Den 3 oktober 2019 blev Tomori för första gången uppkallad till Englands seniorherrlandslag i samband med deras Euro 2020-kvalificeringsmatcher. Tomori debuterade för Englands landslag den 17 november 2019 i en 4–0-vinst över Kosovo. Efter intresse från både Nigeria och Kanada (som han även har representerat på ungdomsnivå) har Tomori klargjort att han tänker spela för England.

## Meriter
Chelsea Youth
- FA Youth Cup: 2014-15, 2015-16
- UEFA Youth League: 2014-15, 2015-16

England U20
- FIFA U-20 World Cup: 2017

England U21
- Toulon Tournament: 2018

Individuellt
- UEFA European Under-19 Championship Team of the Tournament: 2016
- Derby County Årets Spelare: 2018-19